# Gao Ling
Gao Ling (n. 14 martie 1979, Wuhan, Republica Populară Chineză) este o jucătoare de badminton chineză, medaliată olimpică. A participat la 3 ediții ale Jocurilor Olimpice (2000, 2004, 2008) în care a câștigat două medalii de aur, o medalie de argint și o medalie de bronz.